# Побережец, Виктор Алексеевич
Виктор Алексеевич Побережец (укр. Віктор Олексійович Побережець; 13 мая 1943, Новая Астрахань, Ворошиловоградская область, Украинская ССР, СССР — 27 января 2023, Харьков, Украина) — советский и украинский театральный актёр и певец. Заслуженный артист Украинской ССР (1990).

## Биография
Родился 13 мая 1943 года в селе Новая Астрахань в Ворошиловоградской области.
В 1966 году окончил Харьковское музыкальное училище.
В 1965—1966 годах — хоровой артист Харьковского украинского драматического театра имени Т. Шевченко.
В 1966—2021 годах — солист Харьковского театра музыкальной комедии.
В 1990 году присвоено звание «Заслуженный артист Украинской ССР».
Гастролировал в Грузии, Латвии, Армении, России.
Умер 27 января 2023 года в Харькове.

## Избранные театральные роли
- Летучая мышь — Фальк
- Цыганский барон — Стефан
- Ночь в Венеции — Урбино
- Сорочинская ярмарка — Ботинок
- Путешествие на Луну — Леметр
- Роз-Мари — Мелон
- Принцесса цирка — Пинелли

## Награды
- 1990 — Заслуженный артист Украинской ССР